# Dimityr Stojanow (zapaśnik)
Dimityr Janczew Stojanow (bułg. Димитър Янчев Стоянов; ur. 17 czerwca 1931 w Michaliczu w obwodzie Chaskowo) – bułgarski zapaśnik walczący w stylu klasycznym. Dwukrotny olimpijczyk. Piąty w Melbourne 1956 i odpadł w eliminacjach w Rzymie 1960. Walczył w kategorii do 67 kg.
Czwarty na mistrzostwach świata w 1955 roku.